# 氷川神社 (富士見市水子)
氷川神社（ひかわじんじゃ）は、埼玉県富士見市の神社。

## 歴史
1555年（弘治元年）に創建された。この年に武蔵国一宮の氷川神社から分霊を勧請したという。「福性寺」が別当寺であった。福性寺は真言宗の寺院であったが、明治初期の神仏分離により、廃寺に追い込まれた。
1910年（明治43年）の神社合祀により周辺の9社（境内社含む）を、1914年（大正3年）には5社を合祀した。

## 交通アクセス
- みずほ台駅より徒歩16分。